# Salers (race bovine)
Pour les articles homonymes, voir Salers.
La salers est une race bovine française caractérisée par sa robe de couleur acajou et plus rarement noir ébène.

## Origine
Au temps de la Rome antique, on sait que Jupiter exigeait que les jeunes taureaux qu'on lui sacrifiait soient de robe rouge.
Présente depuis longtemps dans les monts du Cantal, on ne sait pas encore si son origine est autochtone (elle serait issue de l'aurochs que nos ancêtres du magdalénien représentaient sur les parois des grottes du Quercy) ou au contraire allochtone, venue avec des peuples germaniques, ou rapportée d'Espagne, tractant les chariots ibères. On retrouve aujourd'hui des souches similaires en Espagne et en Grande-Bretagne. Elle appartient au rameau rouge.
Dans le mémoire qu'il rédige en 1693 à l'intention du Dauphin de France, Antoine François Lefèvre d'Ormesson, intendant d'Auvergne, déclare que les meilleures montagnes de sa généralité pour l'élevage des bestiaux étaient celles de Salers, et il dit plus bas que le Quercy tire ses bœufs de service de l'Auvergne.

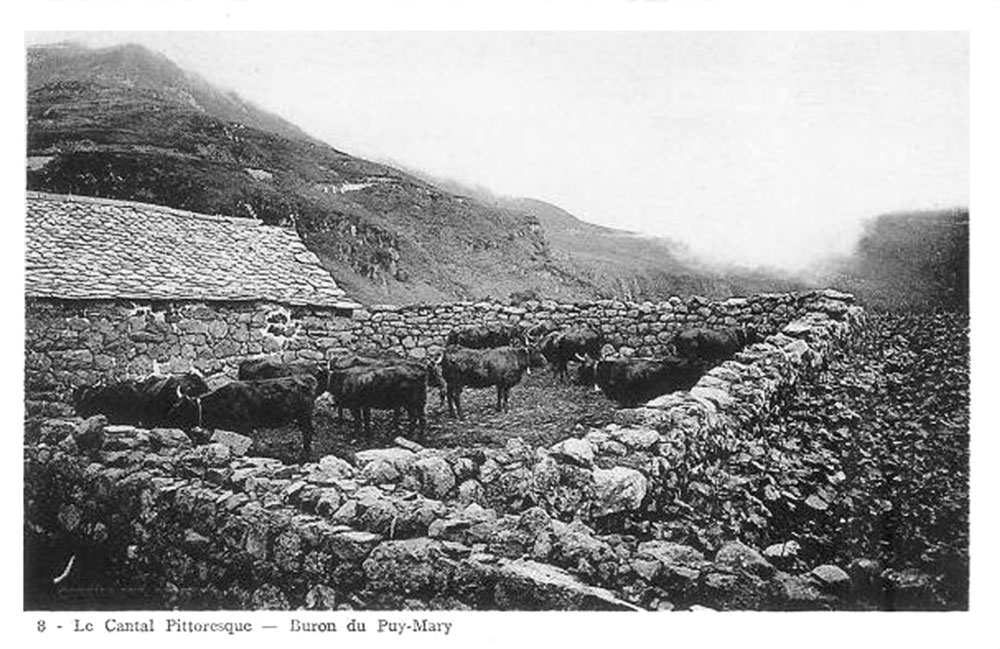
Vaches encloses près d'un buron.

Les premières descriptions précises qui en ont été faites sont, en 1831, celle de  Louis-Furcy Grognier, puis par Ernest Tyssandier d'Escous, qui possédait un élevage et qui améliora cette race locale grâce à des sélections et des croisements. Au XIXe siècle, elle était nommée race de Mauriac ou de Salers. Pour les bœufs réputés pour leur robustesse, on parlait de « bœufs Mauriats ».
Le herd-book salers fut créé en 1906.
En France, le cheptel actuel de race salers représente environ 210 000 vaches de plus de trois ans (chiffres BDNI au 1er janvier 2015). (Quelque 6 000 bêtes sont contrôlées sur leurs performances laitières). Elle a été exportée dans plus de 25 pays en Europe, Amérique du Nord, Afrique et Océanie.

## Morphologie

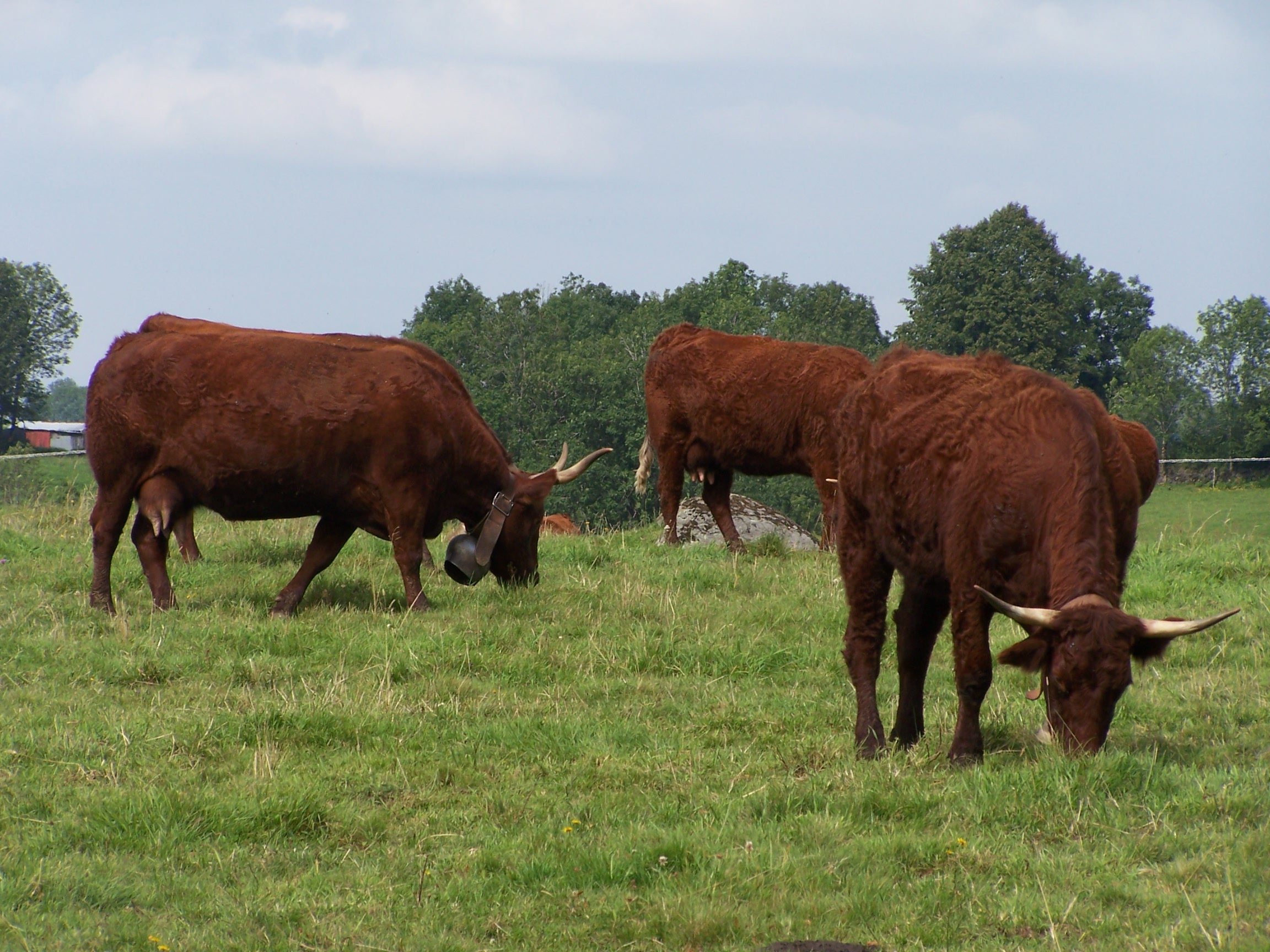
Vaches de race salers

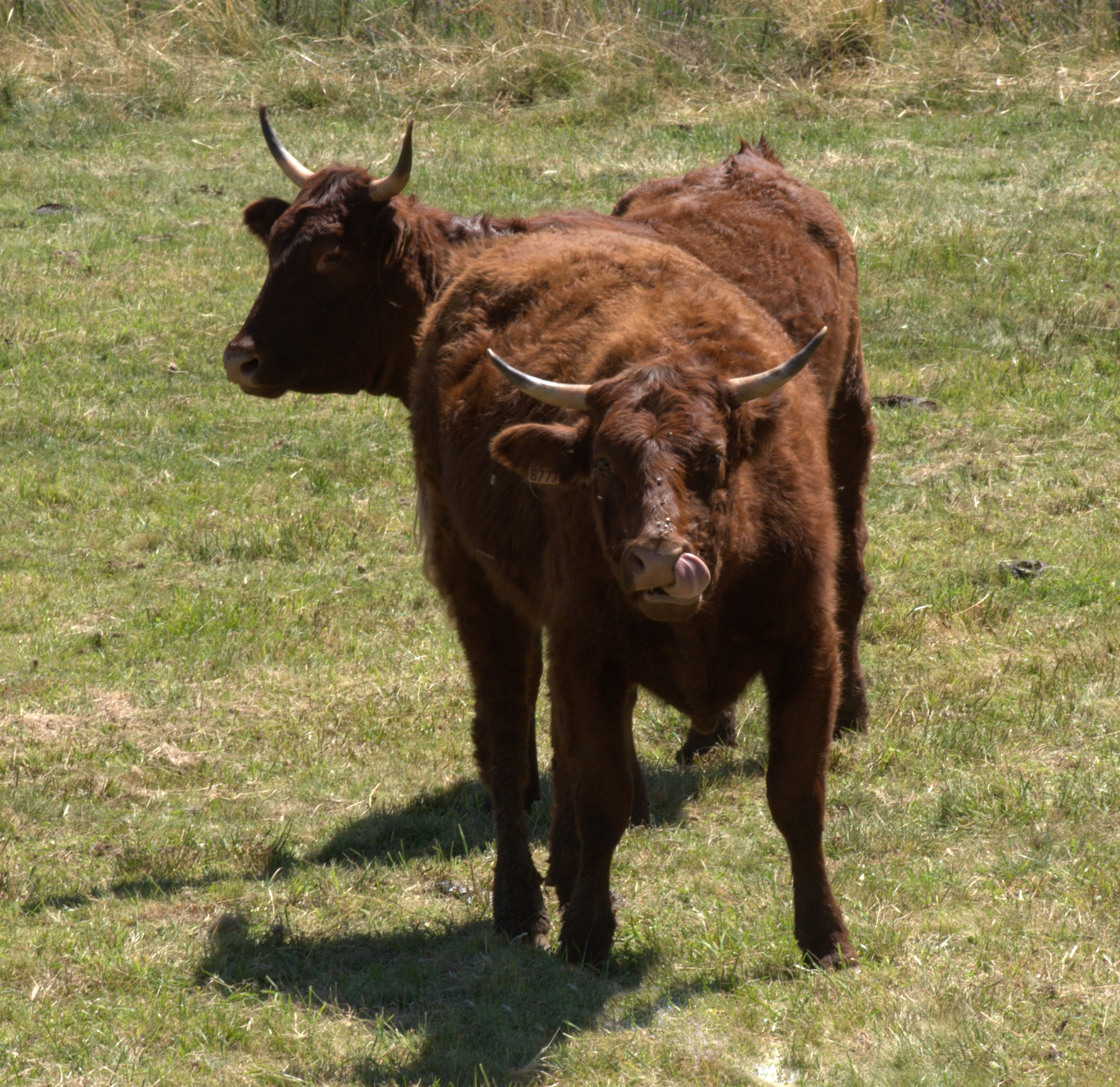

Cette race arbore une robe acajou foncé ou plus rarement une robe noir ébène, à poil long et frisé, et à grandes et fines cornes de couleur claire en forme de lyre. Les muqueuses sont couleur chair. Les veaux ont la même robe.
C'est un bovin de grande taille :
- 700 à 900 kg et 1,40 m de hauteur au garrot pour les femelles,
- 1 000 à 1 400 kg, pour les taureaux et les bœufs.

## Aptitudes

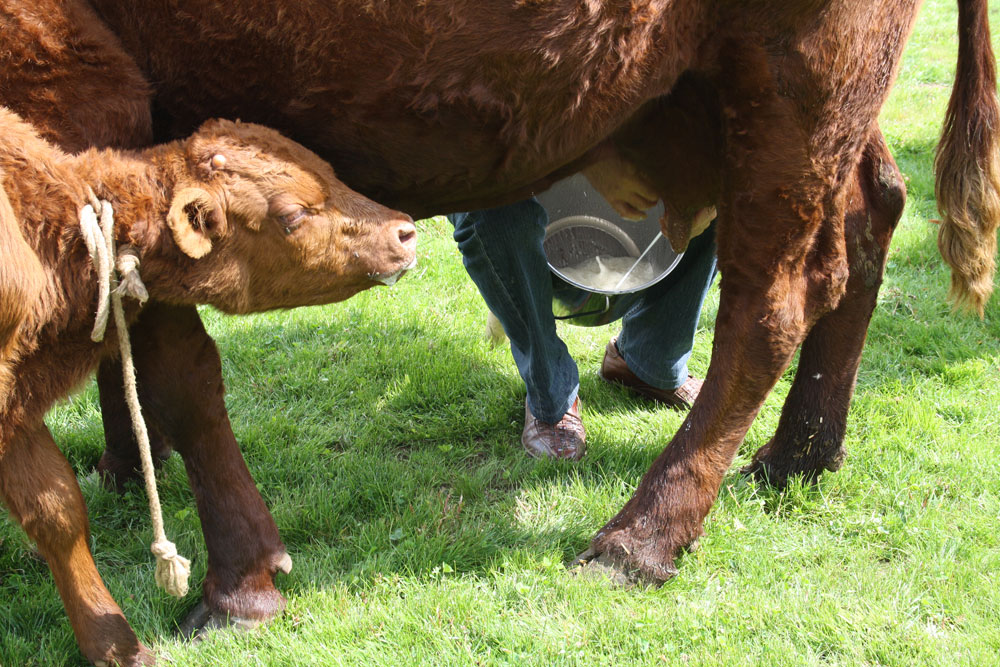
Traite d'une vache dont le veau est attaché à la patte avant

Sélectionnée à l'origine pour le travail, c'est une race de grand format, très charpentée, ce qui en fait une bonne mère, avec peu d'accidents de vêlage, y compris dans des conditions de vie rustiques.
C'est une race mixte, apte à la fois à produire du lait et de la viande de qualité. Bonne grimpeuse, elle n'est pas sujette au vertige, ce qui lui permet de pâturer les pentes des monts du Cantal.
En production laitière, elle peut produire de 2 000 à 2 400 kg d'un lait riche en matière grasse par lactation. Son lait est transformé en fromages régionaux, notamment Salers (AOP).
La particularité de cette race est de n'accepter d'être traite qu'en présence de son veau. Le veau doit commencer à téter sa mère avant que la traite puisse commencer. Seulement trois trayons sont traits de façon à en laisser un pour que le veau puisse se nourrir.
La salers est aujourd'hui surtout exploitée par le système « allaitant » (mère-nourrice non traite) pour la production de veaux broutards, souvent en croisement avec des taureaux charolais. Ils donnent des broutards « maigres » (sans compléments d'engraissement) ou « repoussés ».
Elle est recherchée pour ses qualités de rusticité : elle supporte de fortes variations de température et un fourrage grossier. Ses éleveurs louent sa fertilité et sa facilité d'élevage. Dans le Cantal, des éleveurs pratiquent l'estivage : les troupeaux passent l'été sur les hauteurs pendant la période estivale. Les veaux grandissent au lait de leur mère, et la traite commence dans les pâturages riches de la fin du printemps jusqu'au début de l'automne. Ce système permet la production de veaux broutards de qualité et de fromage exclusivement issu de lait cru de qualité : la tradition salers.

## La description de Louis-Furcy Grognier du bœuf de Salers

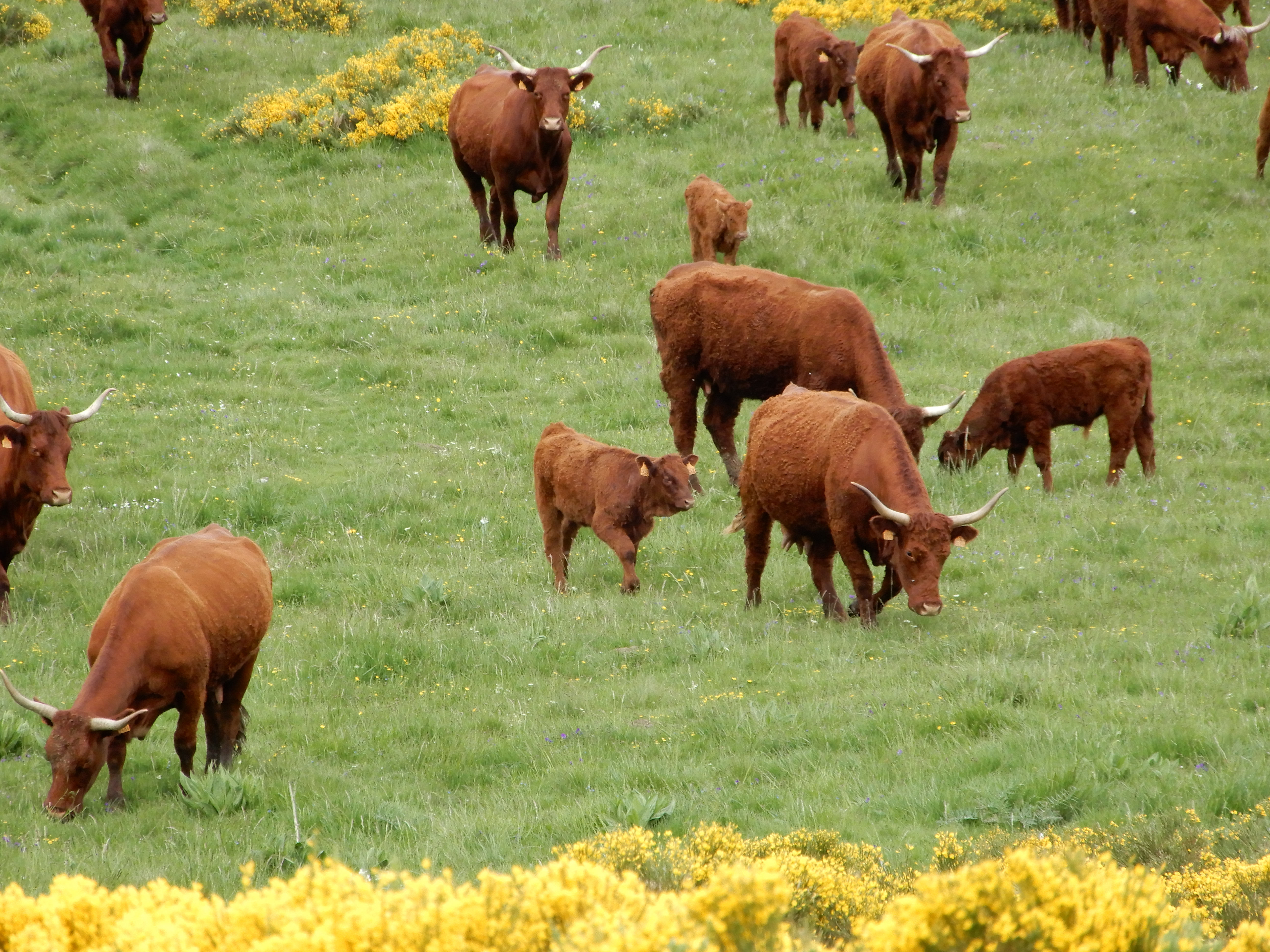
Troupeau de salers pendant l'estive, sur le Bec de l'aigle, dans la vallée de l'Alagnon

« Taille de 1,40 à 1,50 m, poil court, doux, luisant, presque toujours d'un rouge vif sans taches ; tête courte, front large tapissé chez le taureau d'une grande abondance de poils hérissés ; cornes courtes, grosses, luisantes, ouvertes, légèrement contournées à la pointe ; encolure forte principalement à la partie supérieure ; épaules grosses, poitrail large, fanon descendant jusqu'aux genoux ; corps épais, ramassé, cylindrique ; ventre volumineux ; dos horizontal ; croupe volumineuse ; fesses larges ; hanches petites : attache de la queue fort élevée ; extrémités courtes ; jarrets larges ; allures pesantes ; aspect vigoureux, mais annonçant de la douceur et de la docilité. »
« Cette race est depuis un temps immémorial établie sur les montagnes au milieu desquelles est bâtie la petite ville qui lui a donné son nom. Elle occupe peu d'espace ; multiplie beaucoup et plus qu'aucune race bovine d'Europe : elle se répand au loin dans toutes les directions non pour propager l'espèce mais pour tracer des sillons et ensuite approvisionner les boucheries, s'acclimatant aisément partout, résistant aux intempéries et d'un entretien peu dispendieux. Ces bœufs prennent les noms des pays qu'ils ont traversés et passent pour des boulonnais, des nivernais, des poitevins, des morvanais. C'est à l'âge de trois à quatre ans que le plus grand nombre des bœufs auvergnats quitte le sol natal pour ne plus y entrer ; à cet âge l'accroissement du bœuf étant loin d'être complet, devient très-considérable sous l'influence d'une nourriture succulente ; aussi acquièrent-ils dans des plaines fertiles, et tout en travaillant, un volume qui dépasse de beaucoup celui qu'ils auraient acquis sur le sol natal. »
« Cependant leur engraissement est long, peu économique, et leur viande n'est pas très estimée ; on peut attribuer cet effet à deux causes : la première est la rusticité de leur complexion qui les rend si propres à soutenir de rudes travaux ; la seconde, à l'usage de les bistourner, au lieu de les châtrer par ablation, ce qui fait qu'ils conservent toute leur vie quelque reste du caractère du taureau. Les femelles de cette race robuste donnent un lait peu abondant mais très riche en caséum. En général quand elles ne sont pas sur les montagnes on les nourrit mal et on les fait trop travailler. C'est avec la plus grande facilité qu'on soumet au joug non seulement les bœufs, mais encore les taureaux auvergnats ; on les fait marcher sur les sols les plus abrupts et sur le penchant des précipices ; on dirait que chez eux l'aptitude au travail est un caractère de race qui se transmet par génération comme se transmettent les attributs physiques ; les bœufs labourent en quelque sorte naturellement quand ils sont descendus de bœufs laboureurs, comme les chiens chassent bien lorsque leurs ascendants étaient bons chasseurs. »
« La douceur, la docilité, l'intelligence des bêtes bovines d'Auvergne ont surtout pour cause la bienveillance que leur témoignent les pasteurs auvergnats. Les animaux domestiques ne sont en général méchants que lorsqu'on les traite avec brutalité, et, j'aime à le répéter, les pasteurs auvergnats sont doux envers les animaux. Ils les conduisent avec des pique bœufs sans aiguillons, ils leur donnent des noms et s'en font obéir en leur parlant, ils chantent pour les exciter au travail. Les Poitevins qui achètent nos bœufs ont parmi leurs bouviers des chanteurs ou noteurs et c'est en chantant que les engraisseurs du Limousin invitent leurs bœufs à manger. Si le noteur se tait, le bœuf ne mange pas. Lorsque les bouviers entrent à l'étable pour garnir les râteliers, les bœufs tournent vers eux des regards où se peint la reconnaissance ; ils les suivent sans difficultés quand ceux-ci vont les chercher au pâturage, soit pour les ramener à l'étable soit pour les fixer à la charrue. S'il y a plusieurs paires de bœufs, chacune d'elles reconnaît son conducteur et obéirait avec répugnance, du moins pendant quelques jours, à un autre bouvier, et si celui-ci manquait de douceur, ils deviendraient indociles et méchants. Les bœufs camarades se prennent d'amitié ; chacun d'eux connaît la place qu'il doit occuper à la charrue ; celui qui doit être fixé au joug le dernier attend paisiblement que son compagnon soit attaché avant de se présenter pour être attaché à son tour. »
« Une chose remarquable, c'est que les bœufs savent que ce n'est pas pour labourer, mais pour pâturer qu'on les fait sortir le dimanche ; aussi bondissent-ils de joie ces jours là en franchissant la porte de l'étable. Je ne dirai rien de l'intelligence des vaches de montagnes, qui connaissent la voix de leurs pasteurs, qui distinguent dans les pacages les limites qu'elles ne doivent pas franchir, qui savent obéir à celle d'entre elles qui s'est constituée le chef du troupeau. Nous avons en effet dans notre Auvergne des vaches helruckes, tout comme il en est en Suisse ; c'est-à-dire des vaches plus fortes, plus hardies, plus intelligentes que leurs compagnes, qui s'établissent les reines du troupeau et dont l'empire est consacré par une sonnette bruyante que le pasteur leur attache au cou. Comme en Suisse nos vaches connaissent l'époque fixe où elles doivent se diriger sur les montagnes et si les intempéries retardent ce départ elles témoignent la plus vive impatience, elles n'ignorent pas non plus le moment où elles doivent descendre et ce n'est pas avec moins d'empressement qu'elles se réunissent pour regagner les étables. »

## Culture

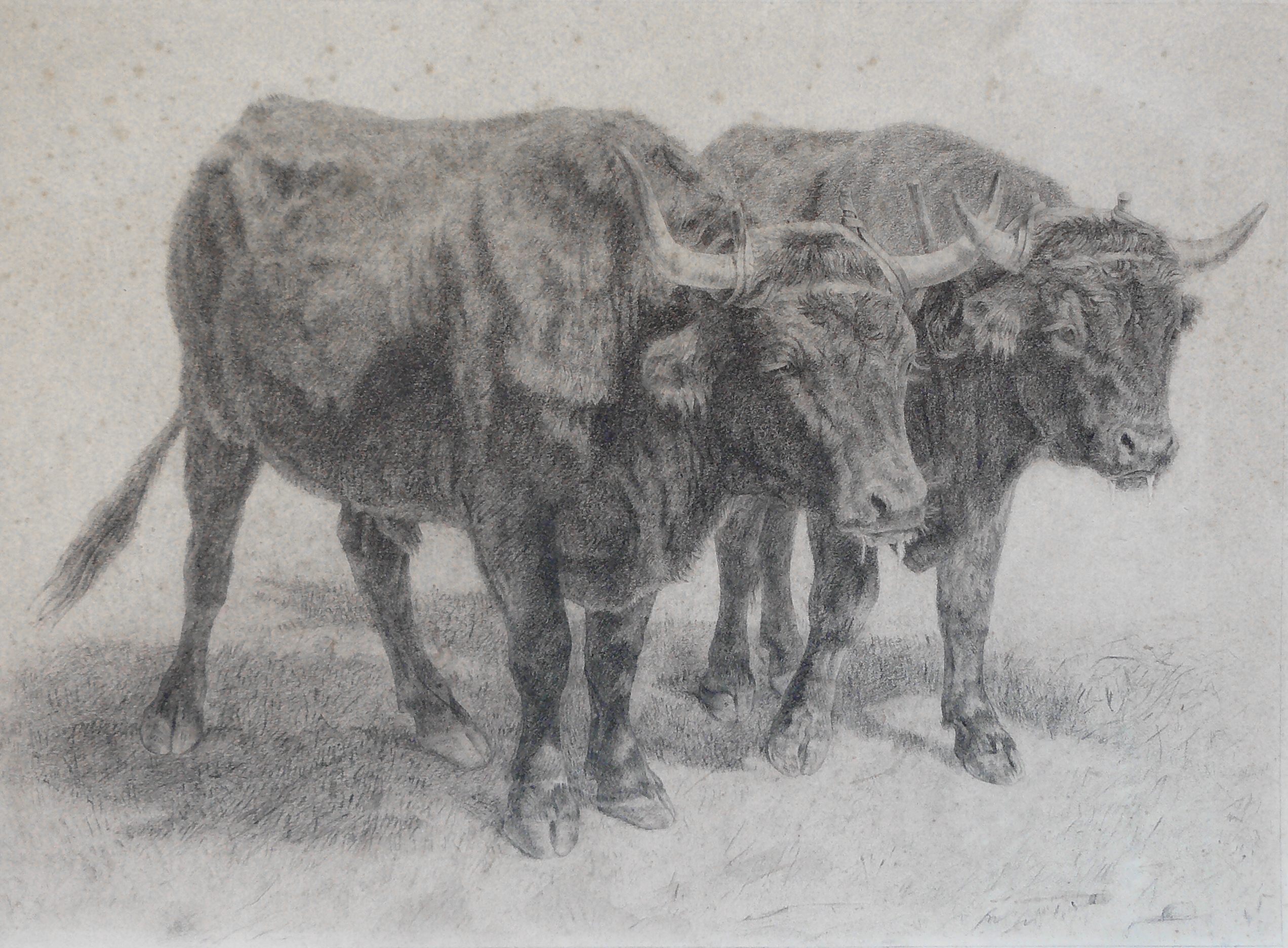
Bœufs dans le Cantal dans les années 1850.

La race a été illustrée par Rosa Bonheur. Le dessin présenté sur l'image ci-contre est un travail préparatoire à la toile intitulée « Fenaison en Auvergne ».